# Idiocera (Idiocera) recurvinervis
Idiocera (Idiocera) recurvinervis is een tweevleugelige uit de familie steltmuggen (Limoniidae). De soort komt voor in het Palearctisch gebied.